# قرار مجلس الأمن التابع للأمم المتحدة رقم 1218
قرار مجلس الأمن التابع للأمم المتحدة رقم 1218، الذي تم تبنيه بالإجماع في 22 ديسمبر 1998، بعد إعادة التأكيد على جميع القرارات المتعلقة بالوضع في قبرص، تناول المجلس عملية السلام المحيطة بالنزاع القبرصي ودعا الطرفين إلى التعاون مع الأمين العام.
وأعرب مجلس الأمن عن قلقه إزاء عدم إحراز تقدم نحو تسوية سياسية شاملة في قبرص. وأيد مبادرة الأمين العام كوفي عنان للحد من التوتر وتعزيز التقدم في الجزيرة بين جمهورية قبرص وشمال قبرص، وأثنى على الجانبين لجهودهما البناءة. تم حث الأمين العام على مواصلة الأهداف مع مراعاة القرار 1178 (1998) والعمل بشكل مكثف بشأن القضايا التالية:
(أ) الامتناع عن التهديد أو استخدام العنف؛
(ب) الحد من وجود القوات الأجنبية في الجزيرة؛
(ج) تنفيذ المقترحات التي أوصت بها قوة الأمم المتحدة لحفظ السلام في قبرص للحد من التوترات على طول المنطقة العازلة؛
(د) إحراز مزيد من التقدم في تخفيف التوتر؛
(هـ) إحراز تقدم بشأن القضايا الموضوعية؛
(و) تدابير أخرى لبناء التعاون والثقة.
وحث كلا الطرفين على الامتثال للمسائل المذكورة أعلاه، وطُلب من الأمين العام اطلاع المجلس على التقدم المحرز.

## روابط خارجية
- نص القرار في undocs.org